# 扎希拉巴德
扎希拉巴德（Zahirabad），是印度安得拉邦Medak县的一个城镇。总人口44607（2001年）。

## 人口
该地2001年总人口44607人，其中男性22728人，女性21879人；0—6岁人口6965人，其中男3544人，女3421人；识字率62.28%，其中男性为69.10%，女性为55.20%。